# Blitz ao Vivo e a Cores
Blitz ao Vivo e a Cores é o segundo álbum ao vivo da banda carioca Blitz lançado em CD e DVD em 2007 pelo selo Performance Music. Foi gravado no dia 29 de novembro de 2006 no Canecão, no Rio de Janeiro.

## Faixas

### CD
1. Weekend
2. Última Ficha
3. Betty Frígida
4. Mais Uma de Amor (Geme, Geme)
5. O Romance da Universitária Otária
6. Reggae do Avião
7. A Dois Passos do Paraíso
8. O Tempo Não Vai Passar
9. Perdidos na Selva
10. A Verdadeira História de Adão e Eva
11. Como Uma Luva
12. Bete Balanço
13. Biquíni de Bolinha Amarelinho Tão Pequenininho
14. Você Não Soube Me Amar

### DVD
1. Tema de Abertura
2. Weekend
3. Última Ficha
4. Betty Frígida
5. Sonífera Ilha
6. Mais Uma de Amor (Geme, Geme)
7. O Romance da Universitária Otária
8. Óculos
9. Reggae do Avião
10. A Dois Passos do Paraíso
11. Dali de Salvador
12. Ego Trip
13. O Tempo Não Vai Passar
14. Como Uma Luva
15. Volta ao Mundo
16. A Verdadeira História de Adão e Eva
17. Bete Balanço
18. Rádio Atividade
19. Biquíni de Bolinha Amarelinho Tão Pequenininho
20. Você Não Soube Me Amar
21. Perdidos na Selva

### Extras do DVD
- A Dois Passos do Telefone
- Making Nhoque
- Houston, We Got a Problem (erros de gravação)
- Aventuras do Juba
- Baú do Evandro (Os Brasas)
- Nunca Joguei Com Pelé ou Se Meu Joelho Falasse
- Baú do Billy
- Color Bar